# Grande muraille du Sud de la Chine
Ne doit pas être confondue avec la Grande muraille de Chine.
La Grande muraille du Sud de la Chine (chinois simplifié : 中国南长城 ; pinyin : Zhōngguó nán chángchéng), également appelée grande muraille du sud, grande muraille des Miao ou grande muraille de Miaojiang (苗疆长城, miáojiāng chángchéng), est une muraille située sur le territoire de la préfecture autonome tujia et miao de Xiangxi, à l'ouest de la province du Hunan, en Chine du Sud. Elle est à distinguer de la Grande muraille située plus au nord de la Chine.

## Découverte et Configuration[2]
Située principalement dans les frontières du xian de Fenghuang, elle  s'étendait du Xian de Guzhang au Nord, au passage de Tingzi (亭子关), dans la préfecture de Tongren, dans la province du Guizhou, au Sud.  
Elle a été construite pendant la dynastie Ming, sous le règne de Ming Shenzong (1572 - 1620) avec l'objectif d'isoler les populations hostiles au pouvoir impérial. À la fin de cette dynastie, les habitants des Miao ont détruit la muraille, mais le  dernier gouvernement impérial ( Dynastie Qing) la reconstruisit.
En avril 2000, une dizaine d’experts ont effectué des recherches sur l’ancien bourg de Fenghuang. L'un d'eux, Luo Zhewen, qui avait cherché  la muraille  durant 50 ans, a confirmé que les remparts découverts étaient bien ceux de la Grande Muraille du Sud.
La muraille mesurait 190 km de long et possédait de plus de 1300 miradors, redoutes, et postes de garde. Le district de Feng Huang en compte plus de 800. Le rempart avait 3 mètres de haut, 2 mètres de large au fond.  3000 à 4000 soldats assuraient la défense.

### Comparaison avec la Grande Muraille du Nord
Elle est plus petite que la Grande Muraille du Nord  avec un volume de pierres compris entre le sixième et dixième. La minorité Miao n'étant pas très redoutable, la muraille a une structure moins résistante que celle du Nord. 
Au fil des siècles, les pierres de la Muraille ont été utilisées par les locaux pour construire leurs maisons, les réservoirs et les canaux, mais actuellement, les parties restantes sont bien conservées et typiques. 